# Brauner Brüllaffe
Der Braune Brüllaffe (Alouatta guariba, Syn.: A. fusca) ist eine Primatenart aus der Gattung der Brüllaffen innerhalb der Klammerschwanzaffen (Atelidae). Er lebt im südöstlichen Brasilien.

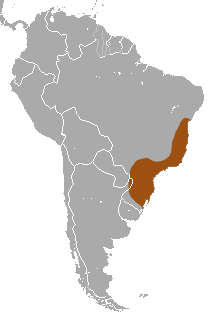
Das Verbreitungsgebiet des Braunen Brüllaffen

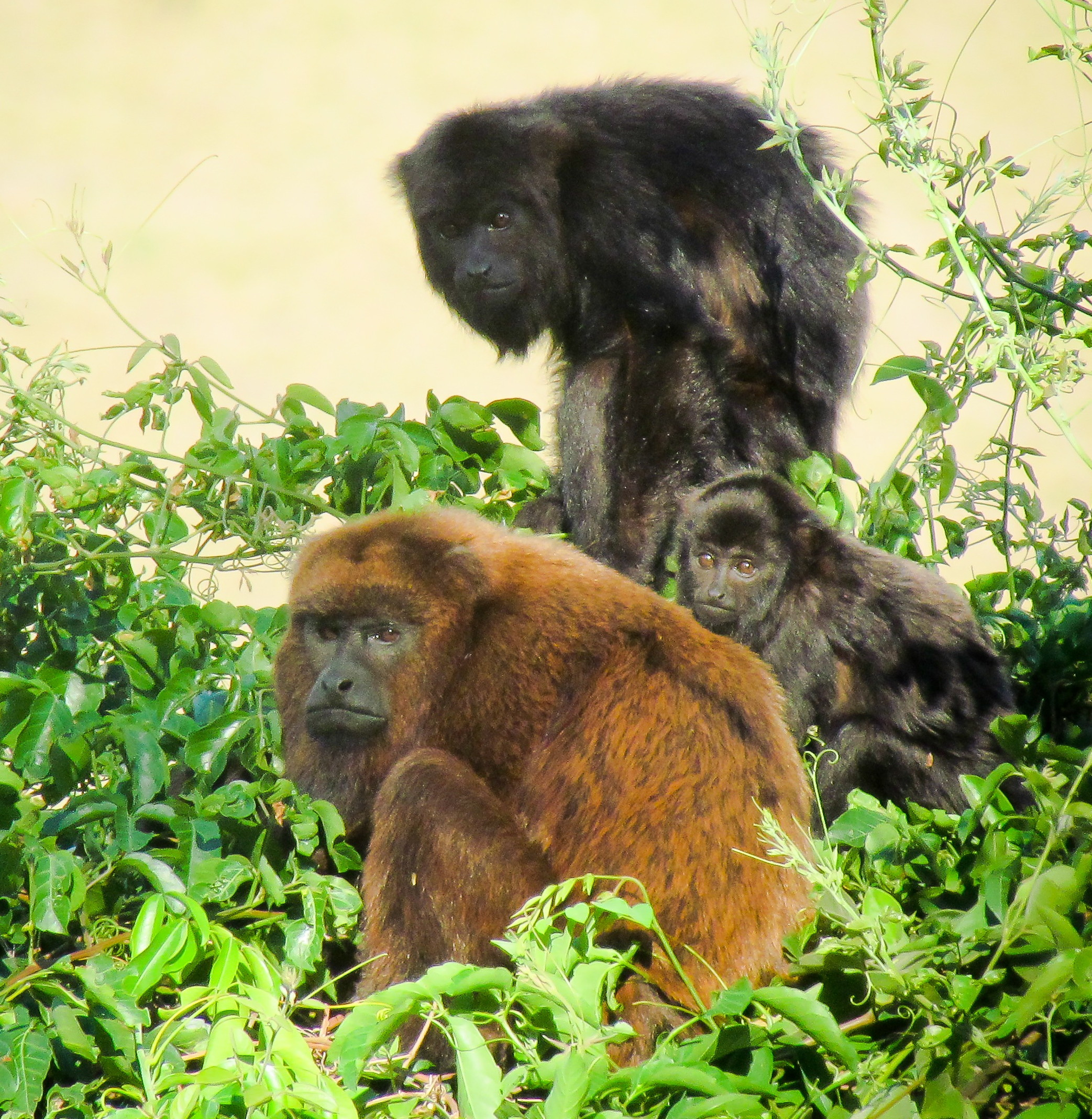
Südliche Braune Brüllaffen (Alouatta guariba clamitans), Männchen (vorne); Weibchen mit Jungtier (hinten)

## Merkmale
Braune Brüllaffen sind wie alle Brüllaffen relativ große, stämmig gebaute Primaten. Sie erreichen eine Kopfrumpflänge von 45 bis 59 Zentimetern, der Schwanz ist mit 48 bis 67 Zentimetern etwas länger als der Körper. Er ist als Greifschwanz entwickelt und hat auf der Unterseite des hinteren Endes ein unbehaartes Hautfeld. Mit 5 bis 7 Kilogramm sind die Männchen schwerer als die Weibchen, die 4 bis 5 Kilogramm erreichen. Das Fell dieser Tiere ist meist bräunlich gefärbt, je nach Region und Lebensraum kann es aber in verschiedenen Gelb-, Braun- oder Rottönen gehalten sein.

## Verbreitung und Lebensraum
Braune Brüllaffen kommen im südöstlichen Brasilien vor. Das Verbreitungsgebiet erstreckt sich vom Rio São Francisco bis nach Rio Grande do Sul. Ihr Lebensraum sind die Atlantischen Küstenwälder, die zum Teil mit Araukarien bestanden sind, aber auch andere Waldformen.

## Lebensweise und Ernährung
Braune Brüllaffen sind tagaktiv und halten sich meist auf den Bäumen auf. Ihre Fortbewegungen sind gemächlich, sie springen selten, können aber beispielsweise nur an ihrem Greifschwanz hängend nach Nahrung suchen. Um den niedrigen Nährwert ihrer vorrangig aus Blättern bestehenden Nahrung zu kompensieren, halten sie häufig Ruhepausen ein. Neben Blättern verzehren sie auch Früchte und Blüten.
Diese Tiere leben in Gruppen aus 4 bis 11 Tieren, die sich aus einem (manchmal zwei) Männchen, mehreren Weibchen und dem gemeinsamen Nachwuchs zusammensetzen. Aufgrund ihrer leicht zu beschaffenden Blätternahrung sind die Reviere relativ klein und überlappen sich häufig. Zwar lassen sie auch wie die anderen Brüllaffen, das laute, für die Gattung typische Gebrüll ertönen, im Gegensatz zu den anderen Arten erklingt es jedoch weniger am frühen Morgen und wird auch nicht dazu verwendet, andere Gruppen auf die eigene Anwesenheit aufmerksam zu machen, sondern dürfte vor allem der Kommunikation innerhalb der Gruppe dienen.

## Gefährdung
Braune Brüllaffen bewohnen die stark verkleinerten und zerstückelten atlantischen Küstenwälder. Aufgrund ihrer leicht zu beschaffenden Blätternahrung und ihren kleinen Gebietsansprüchen kommen sie mit diesen Einschränkungen besser zurecht als viele andere in diesem Gebiet lebende Primaten. Besorgniserregend ist allerdings der Status der nördlichen Unterart A. g. guariba. Von dieser Unterart gibt es weniger als 250 Tiere, darunter weniger als 50 ausgewachsene Exemplare in einigen voneinander isolierten Wäldern in den brasilianischen Staaten Bahia und Minas Gerais. Sie ist laut IUCN vom Aussterben bedroht (critically endangered). Die südliche Unterart A. g. clamitans gilt hingegen nur als gefährdet, insgesamt ist die Art laut IUCN ebenfalls gefährdet.
In Europa wird die Art nicht mehr gehalten, einziger Halter war in den 1870er Jahren London.

## Belege
1. ↑  
Neves, L.G., Jerusalinsky, L., Talebi, M., Mittermeier, R.A., Cortés-Ortiz, L. & de Melo, F.R. 2021. Alouatta guariba ssp. guariba (amended version of 2020 assessment). The IUCN Red List of Threatened Species 2021: e.T39917A190420483. doi: 10.2305/IUCN.UK.2021-1.RLTS.T39917A190420483.en. Abgerufen am 29. Juli 2022.
2. ↑  
Buss, G., Bicca-Marques, J.C., Alves, S.L., Ingberman, B., Fries, B.G., Alonso, A.C., da Cunha, R.G.T., Miranda, J.M.D., de Melo, F.R., Jerusalinsky, L., Mittermeier, R.A., Cortés-Ortiz, L. & Talebi, M. 2021. Alouatta guariba ssp. clamitans (amended version of 2020 assessment). The IUCN Red List of Threatened Species 2021: e.T39918A190419216. doi: 10.2305/IUCN.UK.2021-1.RLTS.T39918A190419216.en. Abgerufen am 29. Juli 2022.
3. ↑    ZTL 18.6